# Dorothea Schupelius
Dorothea Schupelius (* 1996 in Berlin) ist eine deutsche Moderatorin, Politikreporterin und Geigerin.

## Leben
Dorothea Schupelius ist die Tochter des Journalisten, Autors und Kolumnisten der in Berlin erscheinenden Zeitung B.Z. Gunnar Schupelius. Ihre Brüder Philipp und Georg Schupelius sind Cellisten.
Schupelius wurde an der Axel Springer Academy of Journalism & Technology in Berlin ausgebildet. Sie arbeitet beim Fernsehsender WELT und moderiert verschiedene Kulturveranstaltungen wie unter anderem beim Schleswig-Holstein Musik Festival. 2024 moderierte sie das Jubiläumskonzert »From our Roots« anlässlich der Feier „10 Jahre Fanny Mendelssohn Förderpreis“ in Ulrichshusen und trat zudem mit ihrer Violine auf.
Sie war Teil des Teams von Words and Weapons, das die Arbeit verschiedener Journalisten vor dem Hintergrund des Krieges in der Ukraine begleitete und berichtete aus Wilna. Das Team wurde mit dem „Preis für Politische Influencer in den Sozialen Medien“ von der Hanns-Seidel-Stiftung ausgezeichnet.
Neben ihrer journalistischen Tätigkeit ist sie Geigerin und studierte an der Musikhochschule Lübeck bei Elisabeth Weber und Daniel Sepec, am Royal College of Music und an der Yehudi Menuhin School bei Ana Chumachenco und bei Stefan Picard. Als Solistin und Kammermusikerin erhielt sie Unterricht von Friedemann Eichhorn.
Im November 2022 ermöglichte ihr der Fanny-Mendelssohn-Förderpreis die Veröffentlichung ihres ersten Albums mit der Pianistin Jelizaveta Vasiljeva.

## Auszeichnungen
- Siegerpreis Jugend musiziert[7]
- Teampreis: „Preis für Politische Influencer in den Sozialen Medien“ der CSU-nahen Hanns-Seidel-Stiftung[4]
- Fanny Mendelssohn Förderpreis 2022 für Dorothea Schupelius und Jelizaveta Vasiljeva.[5]

## Konzertauftritte
- 2011: Ahrensburg, Musikalischer Frühling in Ahrensburg[7]
- 2019: Torhaus-Konzert in Esgrus mit Philipp Schupelius (Violoncello) sowie Alexander Vorontsov (Klavier)[8]
- 2019: Solistin beim Brahms-Festival in Lübeck[9]
- 2022: Elbphilharmonie, Festival der Preisträger des Fanny Mendelssohn Förderpreis[4]
- 2023: Gut Hasselburg, »#Wunderkammer!«[10]
- 2024: Dalheimer Sommer, Konzert: Mendelssohn, Brahms, Mozart und Korngold mit Lucas Huber Sierra[11]

## Diskografie
- 2022: Dorothea Schupelius (Violine) und Jelizaveta Vasiljeva (Klavier): #Wunderkammer. Werke von Fritz Kreisler, Maurice Ravel, Ernst Toch, Kurt Weill und anderen.[6]